# Muzeum „Tytan” w Malechowie
Muzeum Pojazdów Wojskowych „Tytan” w Malechowie – prywatne muzeum z siedzibą we wsi Malechowo (powiat sławieński). Placówka jest prowadzona przez Stowarzyszenie na rzecz Utworzenia i Rozwoju Muzeum Techniki i Techniki Wojskowej „Tytan”, działające przy Forcie „Marian”, będącym prywatnym przedsięwzięciem Mariana Laskowskiego.
Muzeum powstało w 2012 roku. W jego zbiorach znajdują się pojazdy wojskowe, pochodzące z okresu II wojny światowej oraz lat późniejszych, w tym czołg T-55AM Merida, artyleria, pojazdy dowodzenia i inżynieryjne, samochody terenowe i ciężarowe, motocykle. Ponadto w zbiorach znajdują się elementy uzbrojenia, wyposażenia i umundurowania, a także maszyny rolnicze. Do najciekawszych eksponatów należą: pozostałości największego na świecie stalowego bunkra do testowania amunicji oraz „Kugelbunker” – kulisty, betonowy bunkier obserwacyjny.
Muzeum udostępnia również do zwiedzania poniemieckie fortyfikacje, zlokalizowane w Darłówku Zachodnim, przy ul. Plażowej. Obiekty te powstały w latach 1937–1940 na potrzeby Kriegsmarine i służyły obronie portu oraz testowaniu amunicji. Odkryte zostały w 2012 roku. 
Muzeum jest obiektem całorocznym, czynnym codziennie z wyjątkiem niedziel. Natomiast fortyfikacje w Darłówku czynne są w sezonie letnim.

W ramach Fortu Marian – poza działalnością wystawienniczą – organizowane są imprezy okolicznościowe i tematyczne. Fort jest również współorganizatorem zlotów pojazdów militarnych w Darłowie.